# Ruby Keeler
Ruby Keeler (ur. 25 sierpnia 1909 w Dartmouth, zm. 28 lutego 1993 w Rancho Mirage) – amerykańska aktorka i tancerka.

## Filmografia
- 1933: Poszukiwaczki złota jako Polly Parker
- 1933: Ulica szaleństw jako Peggy Sawyer
- 1933: Nocne motyle jako Bea Thorn
- 1934: Promenada miłości jako Kit Fitts
- 1935: Go Into Your Dance jako Dorothy 'Dot' Wayne
- 1938: Mother Carey's Chickens jako Kitty Carey
- 1989: Urwisy z Hollywood jako Goldie

## Wyróżnienia
Posiada swoją gwiazdę na Hollywoodzkiej Alei Gwiazd.